# هنري تمبلتون
هنري تمبلتون (بالإنجليزية: Henry Templeton)‏ هو لاعب كرة قدم بريطاني في مركز الهجوم، ولد في 25 يونيو 1963 في غلاسكو في المملكة المتحدة. لعب مع كوين أوف ساوث ونادي آير يونايتد.